# Berzo Inferiore
Berzo Inferiore (im camunischen Dialekt Bèrs) ist eine Gemeinde in der Provinz Brescia, Lombardei mit 2460 Einwohnern (Stand 31. Dezember 2023). 
Der Ort liegt im Valcamonica. Die Nachbargemeinden sind Bienno, Bovegno, Cividate Camuno und Esine.